# Třída Upholder
Třída Upholder je třída konvenčních ponorek postavených pro britské královské námořnictvo za studené války. Celkem byly postaveny čtyři ponorky této třídy. Roku 1994 je britské námořnictvo vyřadilo jako nadbytečné a roku 1998 je získalo Kanadské královské námořnictvo. V Kanadě byly ponorky přejmenovány, takže jsou označovány jako třída Victoria. K roku 2024 byly všechny čtyři stále ve službě. Kanadská vláda počítá s provozem ponorek do poloviny 30. let 21. století. Ve stejném roce Kanada zahájila program Canadian Patrol Submarine Project (CPSP), v rámci kterého hledá jejich náhradu.

## Stavba

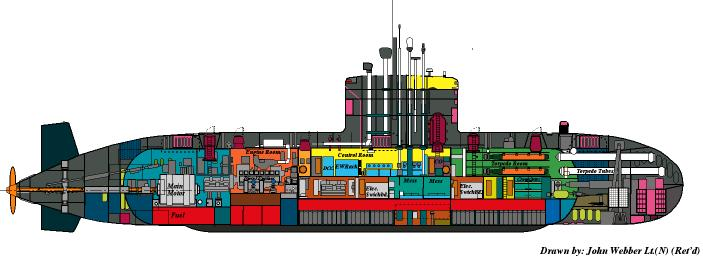
Průřez trupem ponorky

Ponorky třídy Upholder byly navrženy v 70. letech ve Velké Británii jako doplněk britských jaderných ponorek. Třída byla pojmenována podle nejznámějšího plavidla z předchozí třídy U z roku 1939. Loděnice Vickers Shipbuilding and Engineering v Barrow-in-Furness postavila na přelomu 80. a 90. let prototyp Upholder, přičemž jeho sesterské lodě Unseen, Ursula a Unicorn postavila loděnice Cammell Laird v Birkenheadu.
Britové ponorky vyřadili už roku 1994, protože byly po skončení studené války nadbytečné. V roce 1998 je koupila Kanada jako náhradu za starší ponorky třídy Oberon. Ponorky byly nějaký čas upravovány firmou BAE Systems a Kanadě byly předány v letech 2000–2004. Victoria, Corner Brook a Windsor byly do služby zařazeny brzy po dodání. Naopak na ponorce Chicoutimi v roce 2004 došlo k požáru, takže se do služby dostala až roku 2015.
Jednotky třídy Upholder:
| Jméno                              | Spuštěna           | Vstup do služby   | Status                                                          |
| ---------------------------------- | ------------------ | ----------------- | --------------------------------------------------------------- |
| HMCS Chicoutimi (ex Upholder, 879) | 2. prosince 1986   | 7. prosince 1990  | Roku 2004 poškozena požárem a opravována do roku 2015. Aktivní. |
| HMCS Victoria (ex Unseen, 876)     | 14. listopadu 1989 | 20. července 1991 | Aktivní.                                                        |
| HMCS Corner Brook (ex Ursula, 878) | 28. února 1991     | 8. května 1992    | Aktivní.                                                        |
| HMCS Windsor (ex Unicorn, 877)     | 16. dubna 1992     | 25. ledna 1993    | Aktivní.                                                        |

## Konstrukce

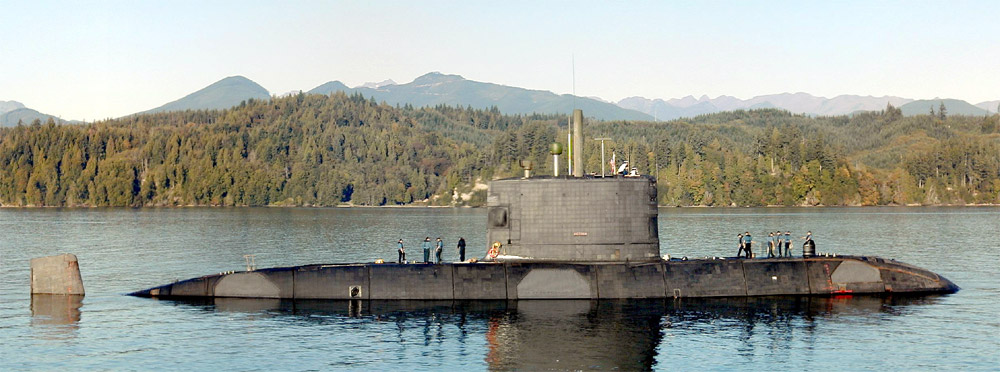
HMCS Victoria (ex Unseen, 876)

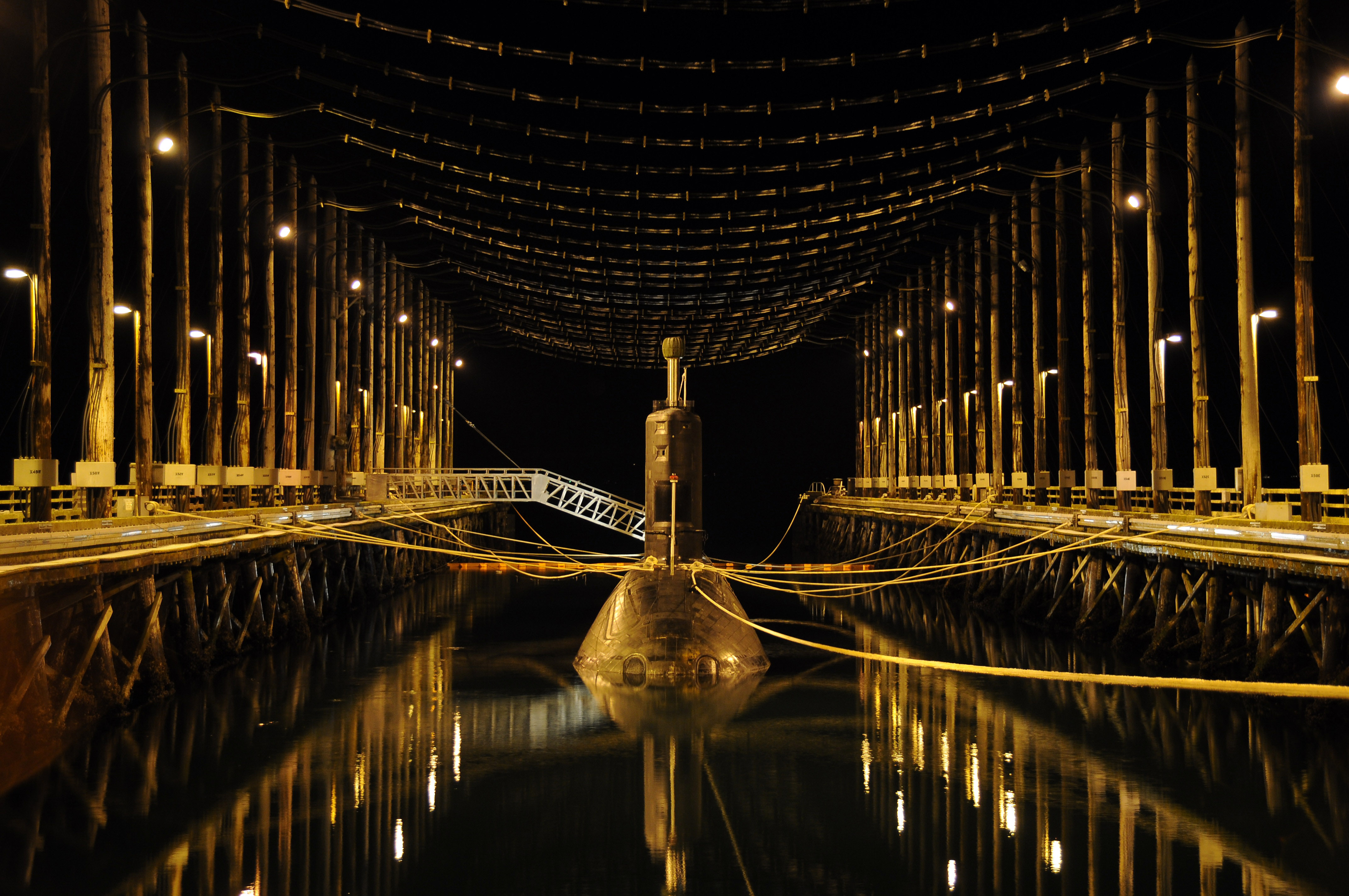
HMCS Victoria na námořní základně Bangor

Výzbroj ponorek tvoří šest 533mm torpédometů. Z nich mohou být odpalována těžká torpéda Mark 24 Tigerfish s dosahem 38 kilometrů při rychlosti 55 uzlů. Alternativou jsou americká torpéda Mk 48 používaná už na ponorkách třídy Oberon. Torpéd je na palubě celkem 18 kusů. Zařízení pro odpalování střel Sub-Harpoon či min bylo před předáním lodí Kanadě demontováno. Pro vlastní obranu ponorky nesou dvě zařízení Submerged Signal Ejector (SSE). Dvojice sonarů firmy Thales Underwater Systems je zastoupena typy 2007 a 2046. Pohonný systém je dieselelektrický. Ponorky mají dva diesely Paxman Valenta 16SZ, alternátory a elektromotory Alsthom. Lodní šroub je jeden. Pro operace pod ledem mohou být ponorky vybaveny palivovými články, což by jim umožnilo dlouhodobou nezávislost na přístupu vzduchu. Ponorky dosahují rychlosti 12 uzlů na hladině a 20 uzlů pod hladinou. Ponořit se mohou do hloubky 200 metrů.

## Služba
Ponorka HMCS Corner Brook dne 4. června 2011 při plavbě v hloubce 45 metrů úžiny Nootka poblíž ostrova Vancouver narazila na mořské dno. Nárazem vznikla dvoumetrová trhlina v přídi. Ponorku se podařilo zachránit.